# Notioprogonia
Los notioprogonios (Notioprogonia) son un suborden extinto del orden, también extinto, de ungulados Notoungulata o ungulados sudamericanos. Eran animales herbívoros, quizá algunas especies eran omnívoras, de pequeño y mediano tamaño que vivieron en Sudamérica. Su nombre significa progenitor del sur, haciendo referencia a que se piensa que de ellos evolucionaron todos los Notoungulata.

## Historia
El paleontólogo George Gaylord Simpson (1934) constituyó esta familia para agrupar a los Notoungulados de aspecto más primitivo. En ella incluyó los Arctostylopidae, a los Henricosborniidae (incluyendo a los Pantostylopidae) y a los Notostylopidae. Ameghino (1906) había considerado a los Henricosbiidae como Prosimiae, a los Pantostylopidae, como Condylarthra, y a los Notostylopidae como Tillodonta. Simpson concluyó que los parecidos entre estos grupos eran convergentes, o debidos a sus características primitivas. Los Arctostylopidae, la única familia holártica, considerada tempranamente especializada por Simpson, fueron rechazados posteriormente como Notoungulata, y actualmente están considerados Glires.

## Generalidades
Este suborden incluye a los notoungulados más primitivos y pudiera  contener a los ancestros de todos los otros subórdenes, siendo entonces parafilético. Vivieron entre el Paleoceno y el Eoceno, desde hace 64 millones de años  hasta hace 34 millones de años.
Incluyen dos familias, Henricosborniidae y Notostylopidae. Los Henricosborniidae son los notoungulata más primitivos conocidos, tanto temporalmente como morfológicamente, semejantes en muchos aspectos a los Didolodontiidae y los Condylarthra, mientras que los Notostylopidae son notoungulata tempranamente especializados del Eoceno. Ambas familias se conocen principalmente por su dentición. Algunos de los pocos Notioprogonia conocidos por restos esqueletarios son Simpsonotus, Boreastylops, y Notostylops.
La mayoría de los Henricosborniidae incluye a animales de pequeña talla mientras que Edvardotroussartia, el miembro de mayor tamaño de la familia Notostylopidae, habría llegado a tener una talla cercana a la del toxodontia Isotemnus (de unos 50 kg).
Notostylops, de la familia Notostylopidae, uno de los pocos Notioprogonia conocidos por sus esqueletos no presentan pezuñas, sino unas estructuras similares a garra.

## Clasificación
- Familia Henricosborniidae

†Henricosbornia
†Othnielmarshia
†Peripantostylops
†Postpithecus
†Simpsonotus
- Familia Notostylopidae

†Anastylops
†Boreastylops
†Edvardotrouessartia
†Homalostylops
†Notostylops
†Otronia
†Parastylops
- Incertae sedis

†Satshatemnus
†Seudenius